# 4233 Пальчиков
4233 Пальчиков (4233 Palʹchikov) — астероїд головного поясу, відкритий 11 вересня 1977 року.
Тіссеранів параметр щодо Юпітера — 3,499.